# Буин-и-Миандешт
Буи́н-и-Мианде́шт (перс. بویین و میاندشت‎) — город в центральном Иране, в провинции Исфахан. Входит в состав шахрестана Фаридан.

## История
Город возник путём объединения сельских населённых пунктов Буин и Миандешт. Исторически большинство населения Буина составляли грузины.

## География
Город находится в западной части Исфахана, в горной местности центрального Загроса, на высоте 2423 метров над уровнем моря.
Буин-и-Миандешт расположен на расстоянии приблизительно 142 километров к западу-северо-западу (WNW) от Исфахана, административного центра провинции и на расстоянии 300 километров к юго-юго-западу (SSW) от Тегерана, столицы страны. Ближайший аэропорт расположен в городе Элигудерз.

## Население
По данным переписи, на 2006 год население составляло 9 933 человек.